# Серта
Серта (порт. Sertã) је град у Португалу. 